# Ethelwynn Trewavas
Ethelwynn Trewavas (Penzance, 5 de noviembre de 1900–Reading, 16 de agosto de 1993) fue una ictióloga que trabajó en el Museo británico de Historia Natural. Fue conocida por su trabajo en las familias Cichlidae y Sciaenidae. Trabajó con Charles Tate Regan, otro ictiólogo y taxonomista.

## Carrera y estudios académicos
Recibió su licenciatura y el Certificado de Enseñanza de la Junta de Educación en 1921 en la Universidad de Reading, y luego trabajó como maestra antes de ser empleada por el King's College of Household and Social Science como demostradora a tiempo parcial, dedicando la mayor parte de su tiempo a la investigación. Conoció a Charles Regan y fue empleada por él como su asistente hasta que fue contratada por el Museo como Asistente en 1935. Fue nombrada Conservadora Adjunta de Zoología en 1958, y se retiró en 1961.
Se destacó como científica titular de la Sección de Peces del Museo Británico (Historia Natural) durante casi 50 años, y fue conocida internacionalmente como una autoridad en varios grupos  de especies de peces. Era más conocida por su trabajo en la descripción de los cíclidos del lago del Rift africano, pero también publicó extensamente sobre otros grupos. Utilizó el estudio de laboratorio y los viajes de campo prolongados para investigar, y a menudo se basó en entrevistas con la población local para comprender los comportamientos, las formas y el potencial alimenticio de los peces. 
Un ejemplo de la influencia de Trewavas y Regan es el de las categorías de género actualmente denominadas mbuna del lago Malawi, dos se atribuyen a Regan y seis a Trewavas. Del Haplochromis sensu latoen el lago, cinco fueron descritos por Regan y veintisiete por Trewavas, ya sea individualmente o en asociación con David Eccles.
Posteriormente, fue tutora del destacado investigador Ad Konings, que ha continuado muchas de sus áreas de estudio. Cuando le falló la vista insistió en que aceptara su microscopio estereoscópico como un regalo para que pudiera continuar su trabajo con los cíclidos africanos. 

## Reconocimientos
Trewavas recibió la Medalla Linneana de la Sociedad Linneana de Londres en 1968 y fue elegida miembro (honoris causa) de la sociedad en 1991. Fue elegida miembro honorario extranjero de la Sociedad Americana de Ictiólogos y Herpetólogos en 1946, y recibió un título honorario de Doctor en Ciencias por la Universidad de Stirling en 1986.

## Las especies nombradas en honor a Trewavas
Muchos colegas ictiólogos honraron a Trewavas nombrando a las especies recién descubiertas en su honor. Incluso durante su vida, más especies de peces habían recibido el epíteto específico trewavasae ("de Trewavas") o ethelwynnae ("de Ethelwynn") que el nombre de la mayoría de los demás investigadores modernos de peces, lo que subraya la importancia de su contribución al campo: 
- Eustomias trewavasae Norman, 1930
- Glyptothorax trewavasae Hora, 1938
- Encuesta de Petrochromis trewavasae , 1948
- Symphurus trewavasae Chabanaud, 1948
- Garra trewavasai Monod, 1950
- Labeotropheus trewavasae freidora, 1956
- Garra ethelwynnae Menon, 1958
- Neolebias trewavasae Poll & Gosse, 1963
- Atrobucca trewavasae Talwar y Sathirajan, 1975
- Protosciaena trewavasae (Chao y Miller, 1975)
- Linophryne trewavasae Bertelsen, 1978
- Gobiocichla ethelwynnae Roberts, 1982
- Phenacostethus trewavasae Parenti, 1986
- Aulonocara ethelwynnae Meyer, Riehl y Zetzsche, 1987
- Tylochromis trewavasae Stiassny, 1989
- Triplophysa trewavasae Mirza y Ahmad, 1990
- Johnius trewavasae Sasaki, 1992
- Rhynchoconger trewavasae Ben-Tuvia, 1993
- Trewavasia carinata Davis, 1887

Después de su muerte, el recuerdo de sus contribuciones permaneció. Los nombramientos honoríficos póstumos son, a partir de 2009: 
- Copadichromis trewavasae Konings, 1999
- Etia Schliewen y Stiassny, 2003
- Placidochromis trewavasae Hanssens, 2004

## Publicaciones (incompletas)
- 1983: Peces tilapiinos de los géneros "Sarotherodon", "Oreochromis" y "Danakilia" . 583 páginas. Londres: Museo Británico (Historia Natural) ISBN 0-565-00878-1